# Libertà (Palermo)
Libertà è il nono quartiere di Palermo, compreso nell'VIII Circoscrizione. 

## Geografia fisica
Il quartiere sorge nella zona settentrionale della città, su un'area sub-pianeggiante estesa per 2,51 km². Confina: 
- a nord con il quartiere Resuttana-San Lorenzo
- a sud con il quartiere Politeama
- a est con il quartiere Montepellegrino
- a ovest con il quartiere Malaspina-Palagonia

Fino alla seconda metà del XIX secolo il territorio rappresentava una vasta campagna posta a metà tra il piano Sant'Oliva - nell'attuale quartiere Politeama - e la Piana dei Colli, più vicina al mare. In seguito alla storia urbanistica di Palermo nell'età contemporanea, in tale area ha iniziato a svilupparsi il nuovo centro cittadino.   

## Storia
Lo sviluppo del quartiere è legato al tracciamento del viale della Libertà per iniziativa del governo rivoluzionario di Ruggero Settimo, insediatosi nel 1848 in seguito alla vittoria contro la monarchia borbonica. La nuova strada, il cui nome è un omaggio agli ideali della primavera dei popoli, venne ideata al fine di migliorare il collegamento tra il centro storico e la Piana dei Colli, luogo di villeggiatura della classe aristocratica palermitana.

Nel 1891, una porzione dell'area in cui insisteva un vasto fondo nobiliare noto come Firriato di Villafranca venne scelta per l'allestimento dell'Esposizione Nazionale di Palermo, rispettivamente la quarta esposizione nazionale italiana e la prima del Mezzogiorno. Dell'evento, la cui superficie edificata impiegò circa 65.000 m², rimangono poche tracce architettoniche, ma resta visibile l'impianto insediativo che questo determinò. In linea con i nascenti ideali del razionalismo italiano, la struttura del quartiere venne progettata seguendo uno schema a maglia ortogonale, con gli assi principali costituiti dal viale della Libertà e dalla via Notarbartolo.   

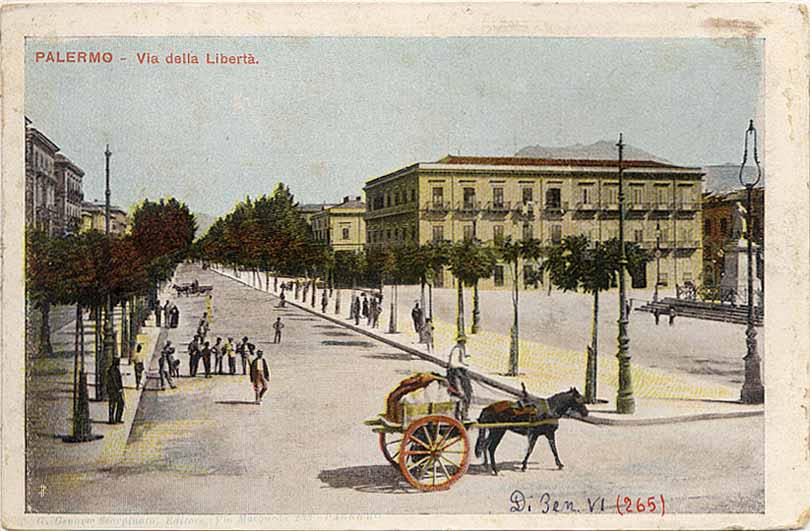
Viale della Libertà in una cartolina di inizio Novecento

Libertà divenne in breve tempo uno dei simboli dell'alta estrazione sociale palermitana e in esso si concentrarono le ville e i palazzi dell'aristocrazia e dell'alta borghesia. Tale tratto della città venne definito da Richard Wagner come "gli Champs-Élysées di Sicilia".
Nel periodo del boom economico italiano, la fisionomia urbanistica dell'intera città venne sfregiata da un evento noto come sacco di Palermo: l'amministrazione della giunta democristiana di Salvo Lima e Vito Ciancimino, collusa con la mafia, decise di speculare sull'enorme richiesta di abitazioni che stava interessando il capoluogo siciliano nel secondo dopoguerra ed effettuò centinaia di emendamenti al piano regolatore del 1959, autorizzando di fatto un'edificazione incontrollata nella quasi totalità del territorio comunale. Nel quartiere Libertà, particolarmente colpito, ciò portò alla demolizione di numerose ville in stile Liberty - in alcuni casi esempi rilevanti - per far posto a palazzi moderni. Il caso di Villa Deliella, rasa al suolo nello stesso pomeriggio dell'approvazione da parte del consiglio comunale per evitare il vincolo dei beni culturali, viene spesso considerato l'emblema di tale vicenda. 

## Monumenti e luoghi d'interesse

### Architetture religiose
- Chiesa Parrocchiale di San Francesco di Sales, in via Notarbartolo;
- Chiesa Parrocchiale di San Luigi Gonzaga, in via Gregorio Ugdulena;
- Chiesa Parrocchiale di Santa Maria di Monserrato, in viale delle Croci;
- Chiesa di Santa Rosalia, in via Marchese Ugo.

### Architetture civili

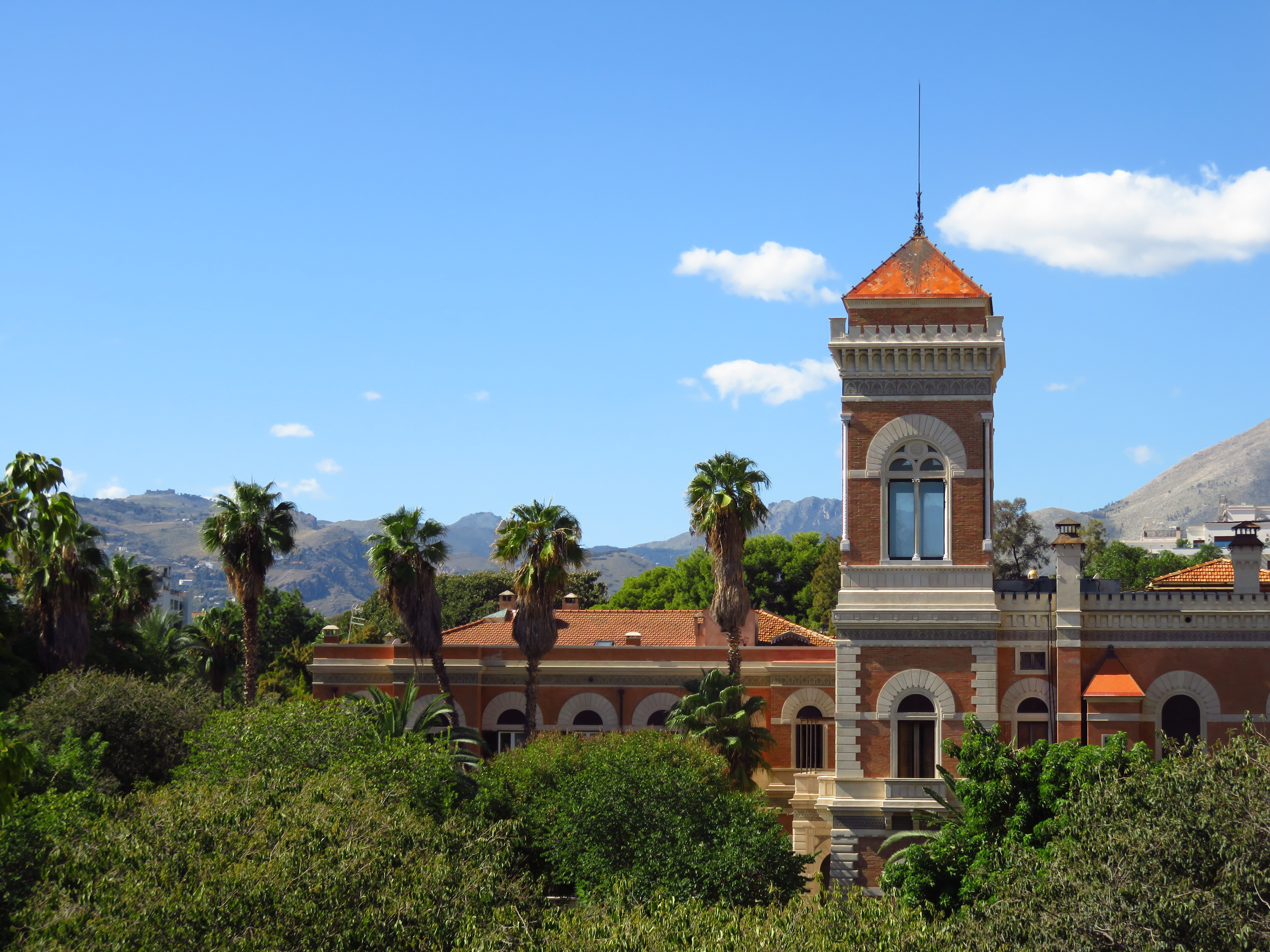
Villa Chiaramonte-Bordonaro

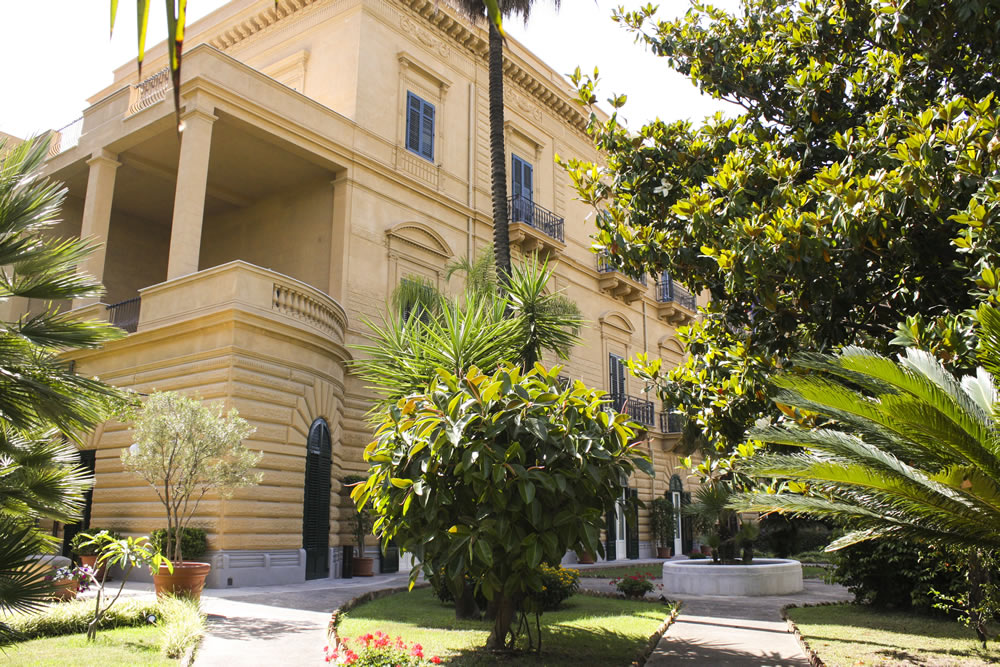
Villa Zito

- Istituto delle Croci, in piazza Francesco Crispi. Complesso cinquecentesco legato alla parrocchia di S. Maria di Monserrato, le cui pertinenze furono destinate dal Senato di Palermo alla raccolta e distruzione di tutto ciò che era stato a contatto con gli ammalati di peste. Nel 1848 parte dell'edificio venne abbattuta per completare il primo tratto del viale della Libertà, per tale motivo l'architetto Giovan Battista Filippo Basile realizzò una nuova facciata in stile romantico, completata nel 1853. Dall'istituto deriva il nome di "Piazza Croci" con cui usualmente si assimilano la piazza Francesco Crispi e la piazza Antonio Mordini[9];
- Villa Chiaramonte Bordonaro, in viale delle Croci. Progettata nel 1893 da Ernesto Basile, viene considerata una delle opere più significative del primo periodo della sua carriera, in cui si rintracciano influenze dello stile moresco[10];
- Villa Gallidoro, in viale delle Croci. Residenza in stile neorinascimentale commissionata dal marchese di Gallidoro nel 1888, negli anni del regime fascista la proprietà passò in mano all'Opera nazionale Balilla e all'interno del giardino venne costruita la Palestra della Gioventù Italiana del Littorio. Dopo la seconda guerra mondiale la villa venne acquisita dalla Regione Sicilia, che utilizzò parte del vasto spazio verde per edificare la sede centrale del Liceo Classico Statale "G. Garibaldi": l'edificio neorinascimentale divenne la scuola media collegata al liceo e la palestra del Littorio passò di pertinenza a tali complessi;
- Villa Zito, in viale della Libertà. Palazzo nobiliare settecentesco, oggetto di diverse ristrutturazioni tra la fine dell'Ottocento e l'inizio del Novecento che hanno modificato l'originale aspetto della dimora gentilizia di campagna. Nel 1926 la villa venne acquistata dal Banco di Sicilia e convertita in un museo d'arte e archeologia, ideato dall'allora direttore generale Ignazio Mormino[11]. Oggi è sede della pinacoteca della Fondazione Sicilia.

### Altro

#### Giardini

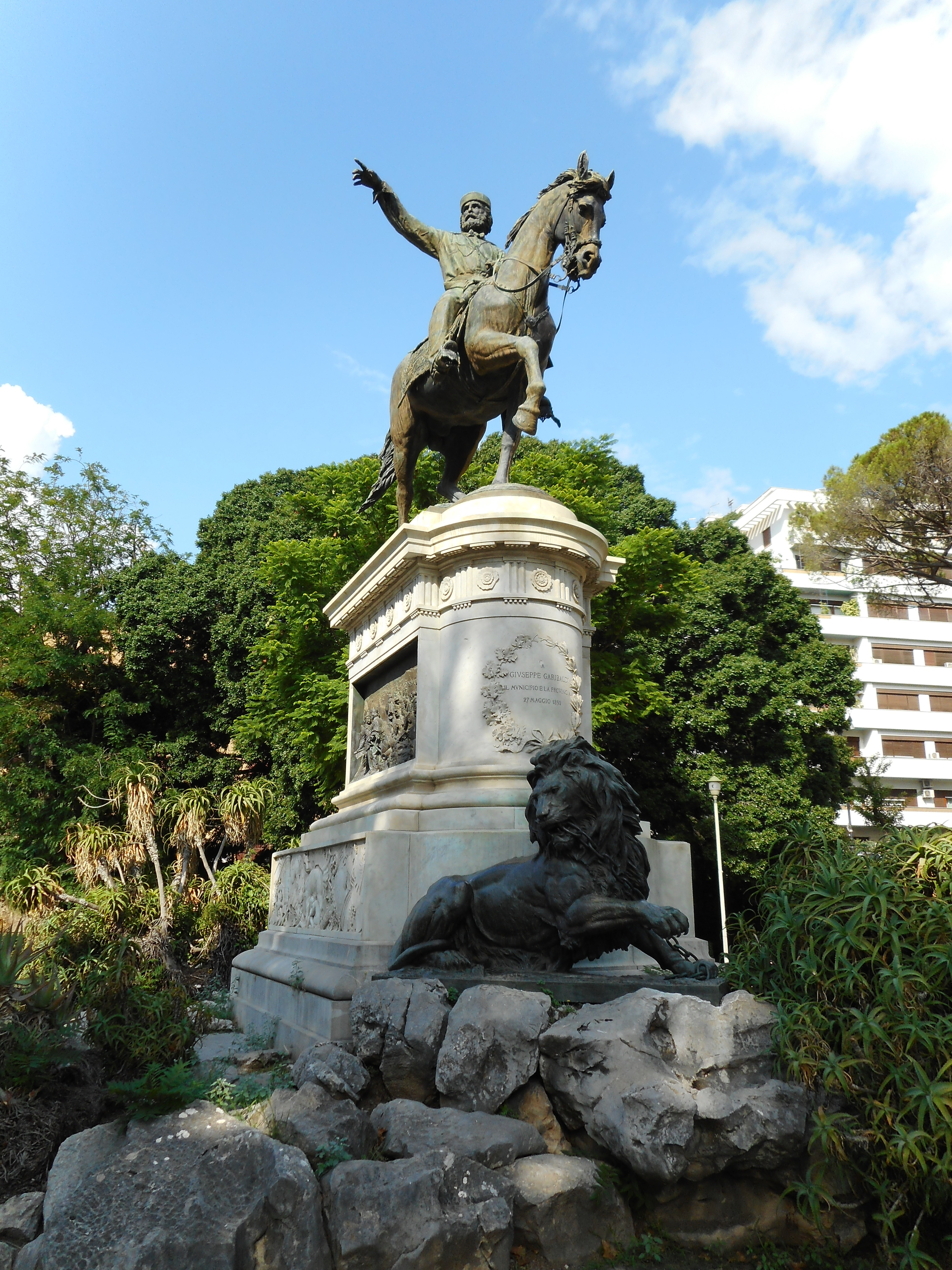
Monumento a Garibaldi

- Giardino Garibaldi, su viale della Libertà.
- Giardino Rosa Balistreri, comunemente noto come "Giardino delle Rose".
- Parco Piersanti Mattarella, ex Giardino Inglese, su viale della Libertà, via Duca della Verdura e via Generale Carlo Alberto Dalla Chiesa. Progettato nel 1851 dall'architetto Giovan Battista Filippo Basile;
- Villa Costa - Verde Terrasi, tra viale Campania e viale Lazio;
- Villa Sperlinga, in viale Boris Giuliano (già viale Piemonte). Giardino pubblico che corrisponde ad una modesta porzione della vasta tenuta fondata nella seconda metà del XVII secolo dal duca di Sperlinga, per poi divenire il parco in stile romantico della famiglia Whitaker;
- Villa Trabia, in via Antonino Salinas. Costruita nel XVIII secolo dal principe di Campofranco.

## Infrastrutture e trasporti

### Ferrovie
Nel quartiere è situata la stazione di Palermo Notarbartolo, punto di snodo di due delle principali linee del servizio ferroviario metropolitano di Palermo: il passante (Palermo Centrale - Punta Raisi) e l'anello ferroviario (Palermo Notarbartolo - Palermo Giachery). La stazione, una delle principali del capoluogo, fornisce inoltre un punto di interscambio con i Terminal delle linee del tram. 

### Mobilità urbana
Il trasporto pubblico del quartiere Libertà comprende otto linee autobus urbane diurne gestite dall'azienda municipalizzata AMAT. Nelle ore notturne sono attive le linee N1, N2 e N3.
Dal 2015 il quartiere è collegato alle linee 2, 3 e 4 della nuova rete tranviaria di Palermo, con capolinea alla stazione Notarbartolo.